# Candidatura Independiente Vilvestre
La Candidatura Independiente Vilvestre (CIV) fue una candidatura que nació para presentarse a las elecciones municipales de 1999 en la localidad salmantina de Vilvestre, y estaba formada por gran parte de los miembros de la candidatura del URCL del año 1995, que en 1999 decidieron abandonar la URCL y presentar una candidatura independiente. Esta candidatura logró 2 de los 7 concejales del Ayuntamiento de Vilvestre con un 28,1% de los votos. En 2003 se disolvió esta candidatura integrándose en UPSa
- Datos: Q5492627